# Choroby przyzębia
Choroby przyzębia, periodontopatie – choroby obejmujące przyzębie. Profilaktyką (zapobieganiem) i leczeniem chorób przyzębia zajmuje się periodontologia – nauka o przyzębiu (tj. aparacie zawieszeniowym zęba). Periodontologia jest dziedziną stomatologii.
W 2018 roku zastąpiono dotychczas obowiązującą od 1999 roku klasyfikację z Międzynarodowych Warsztatów Periodontologicznych nową klasyfikacja chorób przyzębia, opublikowaną na konferencji EuroPerio 9 w Amsterdamie.
Zalicza się do nich:
- choroby dziąseł – zapalenie dziąseł
- przewlekłe zapalenia przyzębia
- agresywne zapalenia przyzębia
- zapalenia przyzębia w przebiegu chorób ogólnych
- ostre stany przyzębia
- wady wrodzone lub nabyte[2]

## Przyczyny i leczenie
Choroby przyzębia rozpoznaje się zarówno u dzieci, młodzieży i dorosłych. Dane epidemiologiczne wykazały, że 50% 7-latków, 75% 12-latków i 99% dorosłych ma chore przyzębie. Częstość występowania tych schorzeń kwalifikuje je do grupy chorób społecznych. 
W wyniku chorób przyzębia dochodzi m.in. do rozchwiania i utraty zębów. 
Przyczynami chorób przyzębia są:
- nieodpowiednia, zła higiena przyzębia (higiena zębów)
- awitaminoza
- nieprawidłowy, zły zgryz
- bruksizm, czyli nawykowe zgrzytanie zębami
- palenie tytoniu
- nadmierne spożycie alkoholu
- zaburzenia hormonalne
- zaburzenia ogólnoustrojowe (np. cukrzyca)
- nieprawidłowa dieta
- liczne nieprawidłowe uzupełnienia protetyczne
- zaburzenia wydzielanie śliny

Zabiegi stosowane w leczeniu to:
- skaling (usuwanie kamienia nazębnego z powierzchni zębów)
- szynowanie zębów
- przeszczepy dziąsła
- augmentacja kości (regeneracja kości, nadbudowa kości)
- kiretaż zamknięty
- kiretaż otwarty (operacja płatowa, zabieg płatowy)